# Pavel Stratan
Pavel Stratan (n. 11 noiembrie 1970, Nișcani, raionul Călărași, RSS Moldovenească, URSS) este un cântăreț și textier de muzică folk, pop din Republica Moldova. Muzica pe care o face nu poate fi catalogată. Este un amestec de stiluri. Nu se știe exact cât la sută este inspirație și cât la sută muzică originală. De fapt, aceasta pare a fi noutatea pe care o aduce pe piață. Se remarcă crâmpeie din folk, dar și din motivele tradiționale.
În 1977, cântă prima dată la chitară pe o scenă școlară, în 1983, compune primele versuri, iar în 1996 cunoaște prima lui adevărată experiență scenică în calitate de scamator.
A absolvit Academia de Muzică, Teatru și Arte Plastice.
În 2002, lansează în Republica Moldova primul album Amintiri din copilărie, album lansat după aceea și pe piața românească și vândut ”ca pâinea caldă”.
Pavel Stratan este tatăl cântăreților Cleopatra și Cezar Stratan.

## Discografie

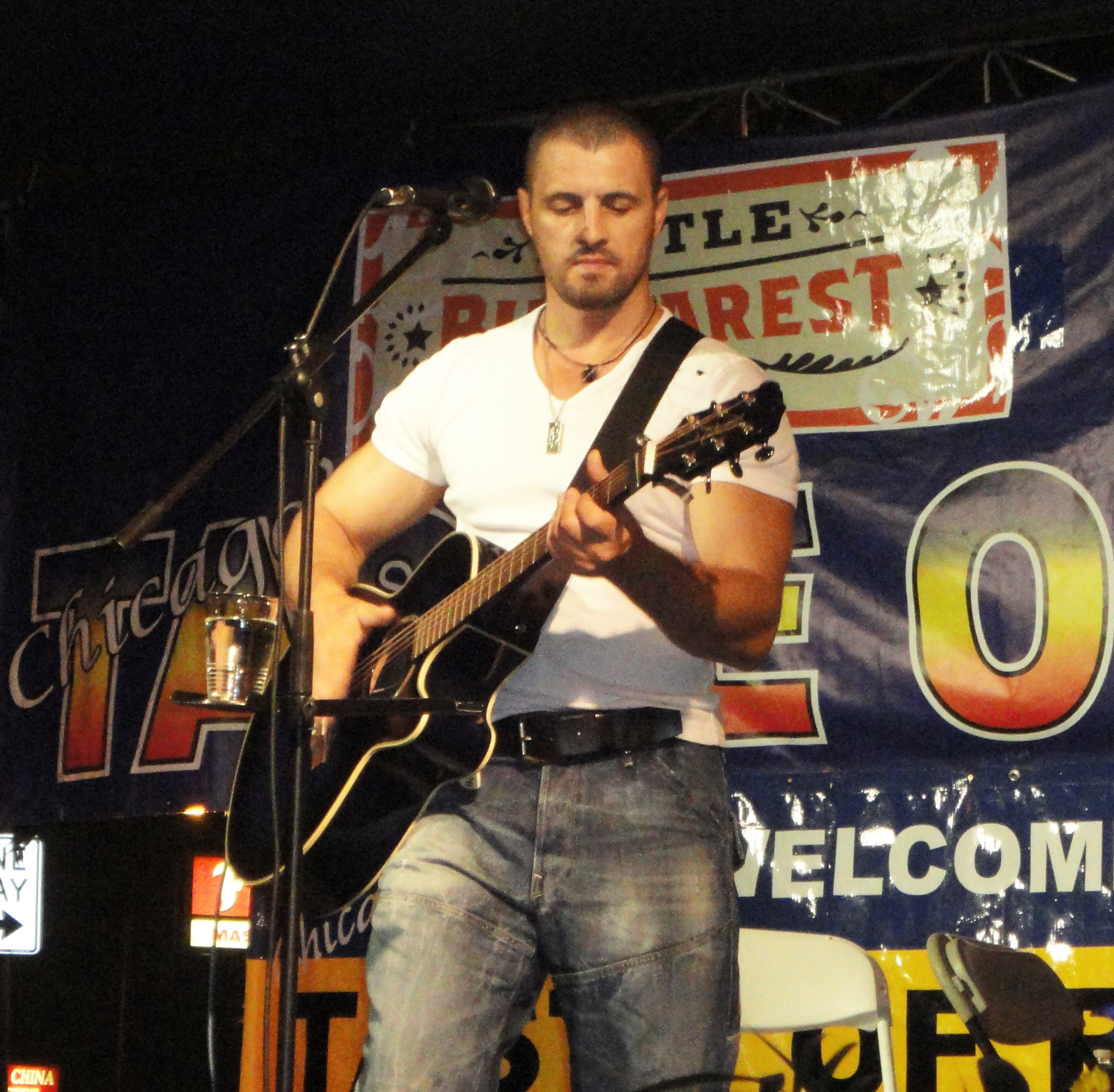
Pavel Stratan în 2013

- Amintiri din copilărie vol. 1, 2002

| Melodie            | Durată  |
| Eu beu             | 3' 49'' |
| Luluța             | 3' 46'' |
| Așa-i că dese ori  | 2' 22'' |
| Tata               | 3' 28'' |
| Liliecii           | 4' 11'' |
| Vinul de primae    | 3' 17'' |
| Cucu o murit       | 2' 07'' |
| La City            | 3' 44'' |
| În sara asta       | 3' 51'' |
| Țigara             | 3' 33'' |
| În satul nostru    | 3' 57'' |
| S-o-nsurat băieții | 3' 19'' |
| Când eram mitel    | 4' 18'' |

- Amintiri din copilărie vol. 2, 2004

| Melodie                 | Durată  |
| Seca                    | 5' 18'' |
| Încă nu-nvățăm          | 3' 03'' |
| Peștișorul de aur       | 2' 35'' |
| Primul sărut            | 4' 19'' |
| Viața moldovană         | 2' 46'' |
| Peste ani cincizeci     | 4' 59'' |
| La tanti Nina           | 4' 05'' |
| Sănătate                | 2' 54'' |
| M-am născut de ziua mea | 4' 01'' |
| Copilăria               | 4' 16'' |
| Foc la ghete            | 4' 05'' |
| Visul                   | 4' 42'' |

- Amintiri din copilărie vol. 3, 2005

| Melodie         | Durată  |
| Du-du           | 4' 34'' |
| Armata          | 4' 07'' |
| Tatăl meu       | 2' 37'' |
| Fericirea       | 4' 55'' |
| Banii           | 3' 23'' |
| Mama            | 4' 00'' |
| Vasile, toarnă! | 4' 28'' |
| Școala          | 3' 40'' |
| Liza            | 4' 08'' |
| Cureaua         | 5' 03'' |
| Nunta           | 3' 32'' |
| Copacul vieții  | 3' 10'' |

Amintiri din copilărie vol. 4, 2011
Totu-i despre viață, 2017